# 押し葉標本

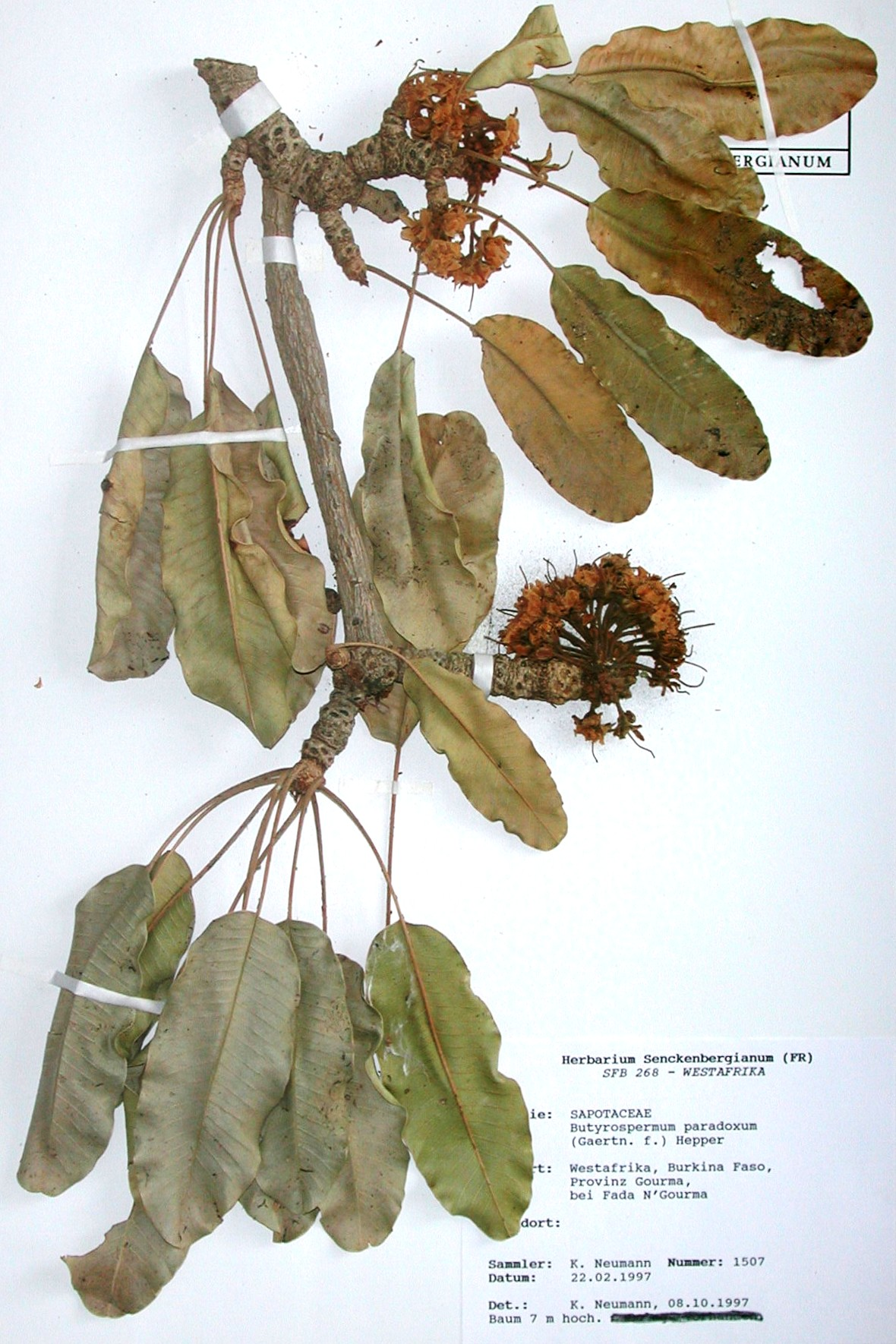
シアーバターノキ（Vitellaria paradoxa） 標本

押し葉標本（おしばひょうほん）とは、高等植物の標本の標準的な作り方のことで、正式には腊葉標本（さくようひょうほん）と言う。絵画として制作されている押し花と同じであるが、ここでは学術的な標本の作り方について述べる。

## 概説

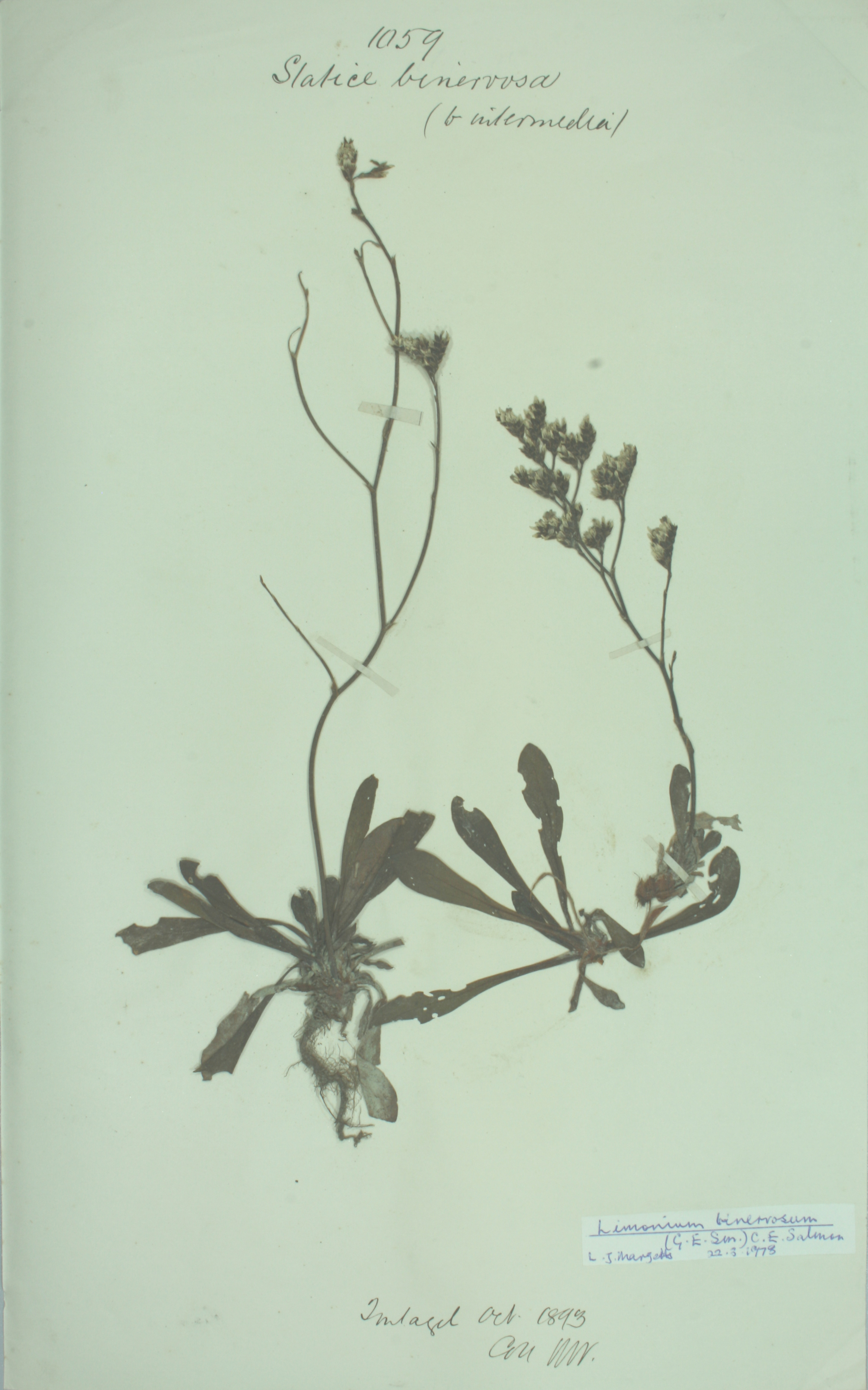
1893年 標本
Rock Sea Lavender

植物はドライフラワーに見られるように、水を絶ち乾燥させれば外形を保つ。そこで、保管の利便性と視認性を確保するために、平らに広げて乾燥させ、紙に張った形で標本とする方法が古くから採られてきた。もともとは落ち葉を書物に挟んだいわゆる押し葉がその起源と思われる。
植物標本は、丁寧に扱われれば微細な毛などの形質も失われず、そのままの状態で植物の観察が可能である。花びら等の柔らかい部分は水分が失われることでシワがよって原型を留めないこともあるが、必要であれば一部を水や湯に漬けたり水蒸気を当てて戻したりすことで元の形に戻すことも可能である（観察が終わったら再び紙にはさんで乾燥させ、もとの標本に添付すればよい）。また、虫食いを防ぐために防虫剤を使い、カビの繁殖を避けるために適切な湿度・温度で管理されれば、100年以上も保存がきく。押し葉状態の植物標本からDNAを取り出すことも既に可能になっており、分子系統学、分子生物学的研究の資料としても耐える。言うまでもなく、植物の分類には必要不可欠な資料であり、現在学名がついている種や変種は必ず根拠となる植物標本が指定されている（タイプ標本／基準標本 Type specimen）。
既に学名がついていると考えられる種であっても、植物標本を蓄積していくことは重要である。例えば、ある種について、色々な地域で採取された標本が集まるとする。すると、これまで1種と考えられていた種が、ある地域と別の地域のものは明らかな隔たりがあると認められ、2種に分けられることも出てくる。その逆に、今まで2種に分けられていたものが、標本の蓄積と再検討により、1種に統合されることもある。ともに多地点、多個体の標本が蓄積されていなければ不可能である。また、2種に分けるほどではないが、例えば葉の大きさが地域により異なるなどの地域性が明らかになったりする。前述したように標本はDNA情報を保存しており、DNAを抽出、塩基配列を解析することにより地域の系統の差異を検討することも可能である。このように、標本は分類においても、また生物多様性を理解する上でも、非常に重要なものであるといえる。
欠点としては、視覚性と大きさの面においていくつか挙げられる。まず、色はほとんどの場合生時の状態をそのまま保つことができず、葉の緑色が褐色になるなど変化する。うまく乾燥させて色を保っていても、何十年と経つ内に退色してしまう。標本の大きさもはさみ紙（通常新聞紙）の大きさに限られる。また、標本にする過程で、本来の立体的な構造が平面的になることで失われてしまう。このように欠点はあるが、花などの形を保存したい場合はエタノール液浸標本を別途作成することで補えるし、また色については標本ラベルなどに生時の色を記載しておくなどの工夫がなされるのが普通である。
そのため、簡単な押し葉はともかく、植物標本はコレクション的収集の対象としては昆虫採集のように普及しておらず、分類学、生態学などの専門家以外では標本作製は避けられる傾向にある。特に近年ではデジタルカメラの普及のためもあって写真撮影で済ます人も多い。標本採取圧が絶滅に加担することは避けるべきあろうから、個体数が少ない種の場合、そうした配慮も必要である。しかし、日本の植物分類学の発展は、在野の植物愛好家が採集して蓄積した膨大な標本がなければ成しえなかったといってよく、標本の重要性は別に考慮されるべきである。いかにデジタルカメラで精細な写真を撮ったからといって、分類学的検討に耐える個々の形質の記録はまず困難であるし、したがって分類学的な再検討も行えない。もちろん、撮った植物が存在したという証拠にもなり得ないのである（ただし環境アセスメントのようなレベルでは写真をもって証拠にする例もある）。

## 作成の過程

### 標本を採集する
まず標本を採集しなければならない。小型の植物ならば植物体全体を採集する。樹木の場合には枝の一部を採集する。できるだけ枝、葉、花、果実などの重要な構造が多く含まれる部分を取るように心掛ける。特に花は最も重要な形質である。また、花も実もついていない標本（sterile）は、分類学的には価値が低い。シダ植物は胞子がついているものを採取する。植物採集の項も参照されたい。

### 形を整える
標本はまず新聞紙に挟んで乾燥させる。それにあう大きさに切るなり折るなりしなければならない。新聞紙二つ折りが標準で、紙の大きさにすればいわゆるB4くらいである。これより大きい場合、途中で折り曲げて挟むか、切り分けて２つにする。

### 標本を新聞紙に挟む（右開き）
標本を新聞紙の間に置き、はみ出さないようにする。新聞紙にデータを記入、あるいはデータを記入したラベルを同封する。データは日時、種名、採集者名、採集地は一般に必須である。特に、採集地データのない標本は全く意味を成さない。その他、採集者番号、緯度経度、標高、花の色、採集地の環境なども必要に応じて記入される。これらの細かいデータはフィールドノートに記入してもよい。

### 吸い取り紙を用意する
専用の吸い取り紙がある場合は、標本を挟んだ新聞紙の上に乗せる。そのうえに新たに新聞紙を置き、そこに次の標本を挟む。こうして標本を挟んだ新聞紙と吸い取り紙を交互に積み重ねる。専用の吸い取り紙がない場合、吸い取り紙として新聞紙を使う。標本を挟んだ右開きの新聞紙1枚に対し、左開きに2枚重ねた新聞紙を1部挟む。何枚か重ねていくと、標本の厚みによって水平でなくなってくるので、新聞紙大のダンボール板やベニヤ板を挟む。なお、水草の場合は新聞紙に直接挟むとくっ付いてしまい、剥がすときに標本が壊れてしまうため、目の細かい紙（上質紙など）に挟んだ上で新聞紙に挟む。

### 重しを乗せる
積み重ねた標本の上に板を置き、その上に重しを乗せる。これは重ければ重いほうが良い。某大学の植物学教室では鉛の塊が用意してあるとの噂もある。重くないと、隙間ができ、標本の縮みが大きくなるばかりか、標本ができた後も収納するときに壊れやすくなる。
バネを使って押さえる方法もある。自転車のタイヤチューブを切り開いてバネの代用とする場合もある。
ものの本には重すぎると標本がつぶれるからよくないなどと書かれているが、信用しない方がいい。というのは、専門家ははなっから重しの標準重量を10kgとか20kgとかで考えているからである。

### 吸い取り紙を交換する
新聞紙の間の吸い取り紙を取りのけ、代わりに新しい吸い取り紙を入れて、再び積み上げて重しを乗せる。この交換は当初はまめに行った方が良く、当初は一日に二回交換し、それから日に一回、その後は隔日交換でも良いが、標本から湿気が感じられなくなるまで行う。完成までの期間は条件によって異なる。乾燥季候の場合や夏季の好天の時期には一週間でできてしまう。吸い取り紙を良く乾かせばなお早い。湿った気候などでは数週間かかる場合もある。また、植物によっても乾燥しやすさに差があるから、出来上がりの時期にも違いが出る。
なお、吸い取り紙交換の際に標本の形を整える。最初は植物に弾力があるので、押し込んでもはみ出したり、ねじれたりしがちであるが、少し押さえた後には水分が出て形を整えやすくなる。整える際の心掛けとしては、自然な形をあまり乱さないこと、その範囲で各部の形が分かりやすいように、各部が重ならないように配慮する。また、葉の裏の特徴を示すため、一部の葉を裏返しにするとよい。

### 台紙に貼る
標本が完全に乾燥すれば、それを台紙に貼り、台紙にラベルを貼る。植物を張り付けるには、白紙にアラビアゴムを塗ったものを細く切ってテープ状にして使うのが伝統的な方法である。木の枝のような太いものは糸で縫い付ける。バラバラになった種子などがある場合は、別に紙袋等に入れて添付する。ラベルには植物の種名、分類上の位置、採集年月日、場所、その環境、採集者などの標本として必要な情報を記入し、標準的には右下に貼る。また、標本番号をつける場合、同一個体からの標本には同じ番号をつける。
場合によっては表面をパラフィン紙で覆う、袋に入れる、あるいは防虫剤を塗るなどの保存のための措置を施し、保管のための箱に収める。

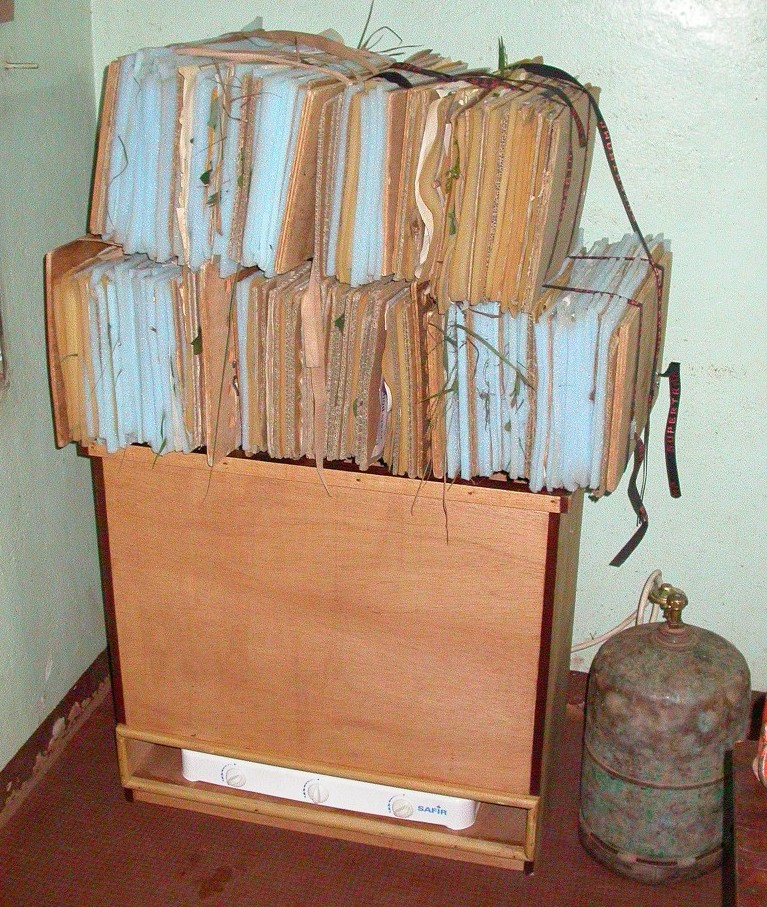
ファンと木製のダクトを組み合わせた手製の植物標本乾燥機

### 乾燥の工夫
上記のような方法が伝統的な植物標本作製の手順である。しかし、乾燥の手順に非常に時間と手間がかかるのが難点である。吸い取り紙の交換しながら植物を見るのがよい勉強になるのではあるが、やはり時間を取られるのが痛い。そのために、現在ではさまざまな乾燥機が考案されている。たいていは手作りで、例えば以下のようなものであるが、布団乾燥機を使うこともある。
植物標本を積み重ねて板に挟んで紐で縛ったものを立てた時にちょうどはまるような箱を作り、箱の中には電熱器、電熱線、白熱電球などの発熱体をセットする。植物標本の間には吸い取り紙の代わりに段ボール紙を挟む。こうして標本作ったの束を、段ボールの内部の穴が縦になるように立てて箱にセットすれば、熱せられた暖気が段ボールの中を通り抜け、この時に標本を乾燥させる。段ボールではなく、専用の波板や段ボール様の専用の板を用意する場合もある。
乾燥機を使った標本は注意しないと葉がよれよれになりやすく、見苦しくなる。また、温度が高いとこげたように茶色く変色してしまう。乾燥機の1番の利点は、早く乾かすことよりも、虫や虫の卵、カビなどを殺す効果があることである。
なお、このように空気が通る段ボールを吸い取り紙代わりに挟んで、そうして固めた標本の束を自動車の上に積み上げ、適当に走ると良く乾燥するらしい。この方法で採集旅行の帰り道で標本を作ってしまう人の話を聞いたことがある。また、一部では段ボールではなく、それと同様の効果を持つ波板を金属やプラスチックで作って使っているところもある。

## 標本を作りにくいものへの対処
このような標本作製の手順が通用しにくいものはさまざまにある。

### 大きすぎる
折り曲げる。細い茎が新聞紙の長さの数倍ある、という場合には、数回折り曲げて収納する。折り方はできるだけ急角度でWやNの字の形に折った方が人為的に折り曲げたものとしてわかりやすい。小さい角度で折ったり、ゆるく曲げるようにすると全体の形を見誤りやすくなる。できるだけつながりが分かりやすいように配置するのがこつ。
部分的にカットする。一応枝に数枚の葉があればその特徴が見て取れるから、邪魔な枝や葉を切る。この時根元から切り取らないのが元の形を残すので良い。しかし、葉一枚すら大きすぎるものもある。それも部分的に切ることがある。たとえばシダ類の葉は、たいてい左右がほぼ同型だから、例えば左側の羽片を半ばからカットしても全体の形を見誤ることは無いだろう、ということで切り捨ててしまう。
あえて全部を収めるなら、切り分けるしかない。葉と花がともに大きい場合など、とにかく一枚に収まる部分に切り分けて、通し番号か何かで同一のものであることを示しつつ別々に標本にする。切り捨てるよりはこの方がよい。

#### 特に大きすぎる
植物採集にあるとおり、植物の構造には単位としてのシュートが繰り返されているというパターンがある。標本はこれを少なくとも一つ含むべきである。従って、これがやたら大きいものは、切り捨てて省略することが困難となり、標本は非常に大きいものにならざるを得ない。その典型がバショウ科とヤシ科である。これらはともに一枚の葉が数メートルに達する上、花序や果実も非常に大きく、花や果実の揃った標本を作ると一点で10kgを越えることがある。しかも乾燥させづらい。そのため採集者泣かせで知られ、一枚の葉の一部のみを標本とする例もある。そのために標本研究が進まない側面があるという。

### 厚みがある
厚みがあるものも押し葉になりにくい。果実などは液浸標本にするのも手であるが、押し葉にする場合にはスライスして並べることでなんとか作ってしまう場合もある。

### 柔らかい
逆に柔らかすぎるのもやっかいで、水草、海草などは新聞紙に張り付いて固まってしまう。そういうものはあらかじめ台紙の上に広げて、台紙ごと新聞紙に挟んで乾燥させるなどの対応をとる。

### 乾かない
もう一つ、標本になりにくいものに多肉植物や着生植物がある。これらは水分を多く含むだけでなく、それを逃がさない構造を持っているので、少々のことでは乾燥されてくれない。某植物学教室でセッコクを標本にしようと紙に挟んで乾燥機にかけ、一週間後に開けて見ると中で花を咲かせていた、という伝説がある。マングローブ植物も乾燥しない。いくら乾かそうとしても葉の水分を保ったままで枯れて行き、しまいには葉肉が腐敗してからクチクラが壊れてあふれ出し、回りの標本を巻き添えにする。サボテンなどになると、これはもうスライスして乾かすことになる。煮沸かホルマリンによって殺してから乾燥する方法もとられる。

### 落ちる
葉などが落ちてしまう場合。元気な枝を取ってきても、押さえているうちにバラバラとこぼれてしまう。落ちたものを拾い集めて添付することはできるが、それでは原型を留めない。特にツガなどの針葉樹は無残な姿になる。この現象は、植物が自ら葉の根元に離層を形成するためであり、それらを絶ってしまえば起きないから、採集したものを熱湯や薬剤で処理すると止められるとも言われる。しかし種類によってはその処理の時点で葉を落とす。
同様にこぼれ落ちやすいものに、熟した痩果や種子など、元々外れやすいようになっている構造がある。それらはこぼれて無くならないよう、拾い集めて小さな紙包みなどに収納して保存する。標本を台紙に添付する場合には、同じ台紙の片隅に張っておく。

### キノコ
両面にビニールが貼っていないタイプのシート乾燥材を使えば、小さな物ならばスライスせずに作成できる。しかしキノコは乾燥させると乾燥剤と同じような性質を持ち、湿気を強く吸収して再び柔らかくなってしまう。密閉性が高いプラスチック容器に強力乾燥剤と一緒にして入れなければ、長期保存はできない。

## 保存

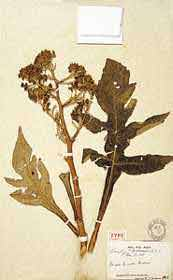
エメ・ボンプラン(1773年-1858年)採取 標本

二百年前の標本でも十分に見られるものがあり、長野県の旧諏訪高島藩士・渋江民右衛門古伴が1719年に採取したものは、採取場所や採取年月日が明らかなものとして日本最古であり、保存状態もきわめてよく、収蔵する諏訪市博物館で不定期に公開されている。また、細部は分かりにくいものの、湯で戻せば一応原型に戻る。しかし常に乾燥状態を保ち、またタバコシバンムシ、紙魚、コナダニ、コナチャタテムシ等の微小昆虫が入り込まないようにする工夫が必要である。これを怠ると、ボロボロにされてしまう。湿気を吸収した場合は、カビが生えることもある。専門的な施設では、ヒ素を台紙面に塗るなどの方法が使われる。大きな施設では定期的に燻蒸する場合もある。

## 海藻押し葉

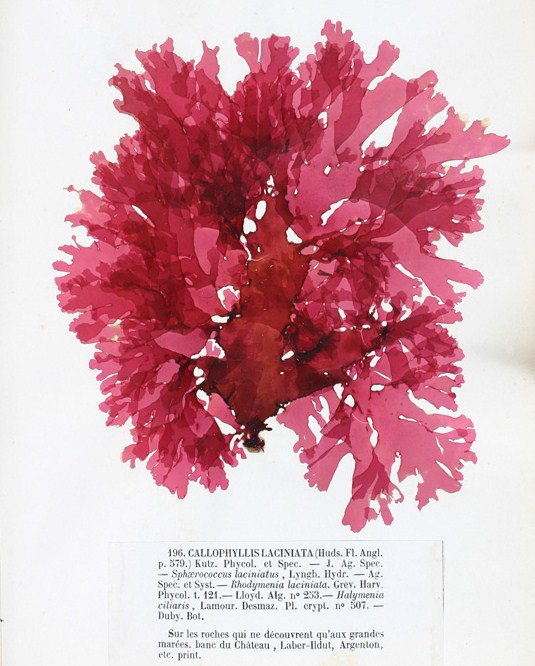
1852年 海藻 標本
Callophyllis laciniata

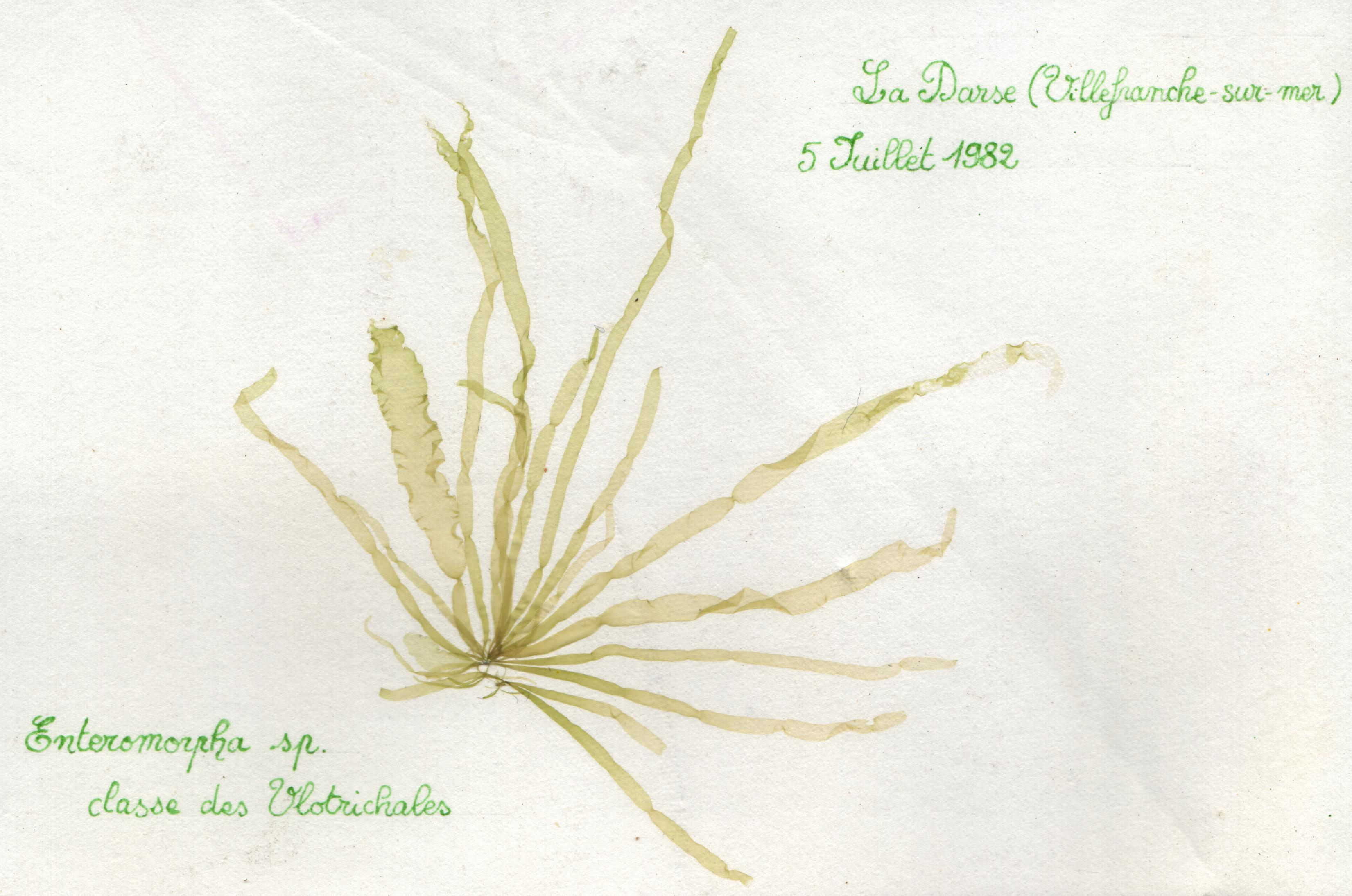
1982年 海藻 標本
アオノリの仲間 Enteromorpha sp.

海藻の標本もほぼ同じような形で作る。ただし、幾つかの点で陸上植物とは違う注意を要する。
- 事前に十分流水に晒し、塩抜きをする必要がある。塩が残ると標本台紙や植物体自体の傷みが早い。
- 陸上植物よりも水分が多いので、厚手の吸い取り紙を使う。場合によっては押し始めてから頻繁に交換する。
- 海藻は多糖をまとったものや分泌するものが多いので、圧搾するときに吸い取り紙にくっつかないよう、台紙に広げた上からさらしの木綿布をかぶせる。

海藻は陸上植物より組織が軟弱である上、構造的にも嚢状体であったりと偏平に押し潰された場合に失われる情報も多い。緑藻類のバロニアの仲間や、紅藻類のフクロツナギなどはその代表例である。また、緑藻類のミルのように、水分含量が多く厚みのある植物体を形成するものも押し葉には向かない。これらの海藻においては、液浸標本やプレパラート標本、あるいはグリセリンを浸透させたなめし皮状の標本と併用する事が望ましい。
学術研究用の標本では行わないが、教材用や観賞用の目的で作成した海藻押し葉標本は、ラミネート加工を施す事でより破損しがたい状態での保存が可能である。
近年では学術的な標本の他に、押し花と同様に海藻の美しさ自体に着目した文化活動としての海藻押し葉を楽しむ動きもある。

## 新聞紙
新聞紙に挟まれたまま保存された場合、それが採集旅行に出た先で調達した部数の少ない地方紙であったり、また植物体が良く保存される環境は当然紙の保存にも良いなど、新聞紙が年月を経て史料としての価値を見出される場合もある。